# オーランド・ペース
オーランド・ペース（Orlando Pace 1975年11月4日- ）は、アメリカ合衆国オハイオ州サンダスキー出身のアメリカンフットボール選手。NFLのセントルイス・ラムズ、シカゴ・ベアーズで13シーズンプレーし7回プロボウルに選ばれた。現在フリーエージェントポジションはオフェンシブラインマン。

## 経歴
地元の高校で彼はオフェンスライン及びディフェンスラインとしてプレーすると共にバスケットボールでもセンターとしてプレーした。オハイオ州立大学に進学した彼は1996年にカレッジフットボールのオフェンス及びディフェンスラインのうち最も優れた選手に渡されるアウトランド・トロフィーを受賞、1995年、1996年とオフェンス及びディフェンスラインならびにラインバッカーのうち最も優れた選手に渡されるロンバルディ賞を受賞した（この賞を2回取ったのは彼のみ。）。1996年のハイズマン賞の選考でも4位となった（ラインマンとしては1980年のヒュー・グリーンの2位以来の高順位）。彼の強烈なブロックはパンケーキのようであると形容された。1999年にスポーツ・イラストレイテッドが企画した20世紀のNCAAオールタイムチームではロン・ヤーリー、ジョージ・コナー、ダン・ディアドルフ、ボブ・ゲインを差し置いてビル・フラリックと共に先発オフェンスタックルに選ばれた。なおこの際に選ばれた85人の中にはオハイオ州立大学から彼の他にジム・パーカー、アーチー・グリフィン、クリス・スピルマン、ジャック・テイタムが選ばれている。
1997年のNFLドラフトでペイトン・マニングがエントリーをやめてテネシー大学に戻ることが発表されると彼はたちまちドラフト全体1位指名権を持っているニューヨーク・ジェッツの指名候補となった.。ドラフト前日にジェッツとラムズの間で全体1位指名権を含むトレードが行われ、彼はオフェンスラインとしてはロン・ヤーリーが1968年にミネソタ・バイキングスに指名されて以来となる全体1位でラムズから指名されて入団した。
その年9月20日のオークランド・レイダース戦で初先発するとそれ以降全試合に出場した。2年目の1998年には全16試合に出場しプロボウルの予備選手に選ばれた。1999年にはチームオフェンスの全994プレー中896プレーに出場し始めてプロボウルに選ばれた。ラムズのタックルの選手がプロボウルに選ばれるのは1990年のジャッキー・スレイター以来のことであった。この年チームは第34回スーパーボウルに出場し優勝を果たした。2000年オフェンスの全1013プレー中99.3%にあたる1006プレーに出場したが1回もホールディングの反則を取られなかった。この年ラムズはNFLのシーズンパス記録を更新した。2001年には4年連続16試合に先発出場しアダム・ティマーマンと共にオフェンスの全プレーに出場した。この年チームは第36回スーパーボウルまで進出したがニューイングランド・ペイトリオッツに17-20で敗れた。2002年、脹脛やハムストリングを痛めて6試合に欠場したがプロボウルにはこの年も連続で選出された。
2003年、トレーニングキャンプの大半を欠場したが、全試合に先発出場した。この年チームオフェンスはNFL2位の平均27.9得点をあげた。
2004年フランチャイズ選手に指名された彼は、長期のホールドアウトを行い、シーズン開幕直前に1年702万ドルで契約を結んだ。2004年、2005年も全試合に先発出場した。彼はプロ入り3年目の1999年から2005年まで7シーズン連続でプロボウルに選ばれたがこれはチーム史上マーリン・オルセン（14回連続選出）、トム・マック（11回選出）の殿堂入りを果たした2選手及びトム・リクター（8回選出）に次ぐ4人目の快挙であった。
2006年怪我に悩まされており同年11月12日のシアトル・シーホークス戦で左腕の上腕筋を痛めて故障者リスト入りしてシーズンを終えた。翌2007年には開幕戦のカロライナ・パンサーズ戦で左肩を痛めた結果、手術が必要となり1試合の出場にとどまった。
2008年シーズンまでの12年間で7回プロボウルに選出されたが2009年3月10日、サラリーキャップを600万ドル空けるためチームから解雇された。
同年4月2日、シカゴ・ベアーズと3年1500万ドルの契約を結んだが11月29日のミネソタ・バイキングス戦で負傷し11試合の出場にとどまり2010年3月1日チームから解雇された。ベアーズから解雇された後、他チームと契約することなく現役生活を終えた。
彼の力強いブロックもあり1999年から2001年までの3年間ラムズからMVPとしてカート・ワーナー（1999年、2001年）、マーシャル・フォーク（2000年）が選ばれた。
2013年、カレッジフットボール殿堂に選ばれた。
将来のプロフットボール殿堂入りが期待されている。